# Белогорка (Нижегородская область)
Белого́рка — деревня в Воротынском районе Нижегородской области. Входит в состав Фокинского сельсовета, население — 126 человек на 2010 год. Деревня лежит в 1,3 км от правого берега Волги, в 12 км к северо-западу от райцентра Воротынец, соседние сёла: Сомовка в 1,7 км на восток и Надеждино в 2 км на юг. Высота над уровнем моря 178 м.
Младшая сестрёнка с. Сомовка — деревня Белогорка. Выселок Белогорка появился в период между 1850 и 1857 годами за счёт переселенцев из села Фокино.
В 1860-х годах выселок Белогорка принадлежал помещику Норду Егору Егоровичу.